# Hough Glacier
Hough Glacier är en glaciär i Antarktis. Den ligger i Västantarktis. Chile gör anspråk på området. Hough Glacier ligger 608 meter över havet.
Terrängen runt Hough Glacier är bergig åt nordväst, men åt sydost är den kuperad. Terrängen runt Hough Glacier sluttar österut. Trakten är obefolkad. Det finns inga samhällen i närheten. 